# HONEK
Herri Oinperatuekin Nazioarteko Elkartasunerako Kideak, HONEK, en castellano "Compañeros de Solidaridad con los Pueblos Oprimidos", es una ONG vasca de cooperación con proyectos solidarios en países y lugares con necesidades básicas. Actúa en el ámbito social-educativo, salud, cultural-deportivo e infraestructuras productivas.
HONEK tiene como finalidad la realización y ejecución de proyectos en beneficio de la población de países en vías de desarrollo mediante la obtención de recursos financieros, humanos y materiales. Respetando siempre las leyes y la idiosincrasia de cada lugar. Busca la concienciación de la sociedad de su ámbito de trabajo sobre la situación en la que vive la población de los países en vías de desarrollo y la forma de solventar sus problemas, así como la potenciación de solidaridad.
HONEK nació a mediados del año 1994, aunque muchos de sus miembros llevaban en el mundo de la cooperación desde mediados de la década anterior. Ha desarrollado su actividad en Centroamérica, especialmente en el norte de Nicaragua, donde ha participado en varios proyectos de todo tipo, desde sociales hasta de comunicación. El grueso de sus actividad se centra el departamento de Madriz y en su cabecera, Somoto, en donde colabora directamente con la Asociación Xomothl, organización de carácter civil que se creó en el año 2000 para el funcionamiento del centro "Los Quinchos".
La financiación de los proyectos de HONEK se realiza mediante aportaciones particulares y de las instituciones, como la diputación de Guipúzcoa, así como la realización de diversos actos recaudatorios como ferias.

## La historia
En colaboración con diferentes organismos locales HONEK ha realizado y realiza diferentes proyectos que abarcan una amplia gama de necesidades. 
En 1988, en plena Revolución Sandinista, la Organización Revolucionaria de Discapacitados, ORD de Nicaragua se puso en contacto con cooperantes vascos para poner en marcha una 
escuela taller para discapacitados de guerra. Un año más tarde se iniciaron los trabajo de la puesta en marcha de la escuela taller en la que se impartían las especialidades de Electricidad, Metal-Mecánica, Serigrafía, Artesanía, posteriormente también Zapatería y Talabartería, a unas 20 personas entre 18 y 45 años todas ellas lisiadas por las acciones bélicas resultado del conflicto que se mantenía en aquel entonces en el país. El proyecto, activo en la actualidad, fue un éxito y el embrión para la creación posterior de la ONG. Un año antes ya habían comenzado a colaborar en la construcción de escuelas y comedores escolares en el departamento de Madriz, algunas de esas escuelas son El Melonar, El Guayabo, El Naranjo, La Presa, El Zapotillo, El Cairo, El Tamarindo, Aguas Calientes, San Juan, San José de Icalupe y Apatule de Somoto.
HONEK ha hecho que el municipio de Hernani sea la población del mundo que más voluntarios ha a portado a la zona de Ocotal y Somoto. Así lo reconoció Marciano Berrios, alcalde de Ocotal en esa época, en una visita a Hernani en 2006. Como ejemplo señaló la construcción del barrio "Pueblos Unidos" de Ocotal fruto de la colaboración internacional a raíz de los daños producidos por el huracán Mitch.

## Proyectos desarrollados
En los años 1989 y 1990 participa con apoyo material en la creación de la primera liga local de fútbol de la ciudad de Ocotal apoyando también a diversos equipos de fútbol y béisbol.
En 1990 colabora con el hospital de Somoto para dotar a la comunidad rural de El Cairo de un centro de salud que cubría las necesidades de atención sanitaria primaria. Tres años después junto a la ONG "Las Segovias" colabora en la rehabilitación y ampliación del Hospital de Somoto. En 1991 colabora en la realización de la Cooperativa Tejas y Ladrillos El Naranjo, departamento de Madriz. Cuatro años después, dentro del plan de microcoperativas participa en la creación de las 
cooperativas Agrícola-Ganadera "El Limón", la cooperativa Agrícola-Ganadera "Colectivo Rivera Calderón", la cooperativa Ganadera "Las Sabanas" y la cooperativa Ganadera "El Melonar" todas ellas en el departamento de Madriz.
En 1995 en colaboración con los habitantes de El Guayabo, Sonís y Palacagüina construyen sistemas de acceso al agua corriente. En 1996 HONEK colabora en la instauración de centros naturópata y de acupuntura en los barrios periféricos de la ciudad de Masaya.
En 1998 la alcaldía de Ocotal, cabecera del departamento de Nueva Segovia, junto a la Unión Nicaragüense de Agricultores y Ganaderos desarrollan un plan para apoyar la producción de ganado de doble propósito, producción de leche y carne, para pequeños productores del municipio. Dentro del proyecto estaba la creación de una clínica veterinaria. HONEK facilitó la financiación por parte del Gobierno Foral de Navarra. Ese mismo año la alcaldía de Ocotal en colaboración con la ONG vasca apoya la constitución de La Cooperativa Agropecuaria "La Esperanza, R.L." la cual requirió un esfuerzo extra al ser destruida por el huracán Mitch. En 1989 participó en el plan de reconstrucción de viviendas para más de 200 afectados que llevó a cabo la alcaldía de Ocotal.
Tras el huracán Mitch participa en la construcción de viviendas para los afectados en Ocotal y colabora en la instalación de alumbrado domiciliario y cercado de viviendas en el barrio "Pueblos Unidos".
En el año 2000 se desarrolla el proyecto de Renovación y Producción de Café para 32 familias del área rural. Este proyecto pretende implementar el Manejo Agroecológico en el cultivo del café, habiéndose estudiado las diferentes formas de asesoramiento técnico y posibilidades de comercialización del producto. Estaba impulsado por el ayuntamiento de Somoto. Junto a la alcaldía de Estelí HONEK colabora en la remodelación de la cooperativa "Never Blandon".
En el año 2001 en colaboración con la ASOC. XOMOTHL, AMLAE y un grupo de educadoras de Somoto se construye un comedor escolar con el objetivo de atender a los jóvenes de extracción humilde de la ciudad de Somoto dando servicio a 75 jóvenes del Instituto Nacional de Bachillerato completando, a alimentación con otra serie de servicios que favorecen su desarrollo académico y educacional.
En el año 2003 junto a la Asesoría Técnica de INHAI se desarrolla un proyecto de minigranjas porcinas destinadas al abastecimiento familiar especialmente enfocados para las mujeres campesinas. Este proyecto se desarrolla en la localidad de San Fernando en Nueva Segovia. También realizó huertos familiares en el barrio "Pueblos Unidos".
Desde el año 2005 colabora junto a la Asociación FUNDEMUNI de Ocotal en el empoderamiento de las mujeres y en defensa de los derechos de la niñez. Ese mismo año colabora en la formación de 150 promotores de salud, personas que tienen una formación sanitaria básica tal que puede resolver pequeños problemas sanitarios que se dan en la población. En el año 2007 colabora en el mantenimiento del Centro de Desarrollo Infantil Nuevo Amanecer.
En el año 2008 participa en la renovación de las instalaciones de Radio Segovia de Ocotal, el medio de mayor importancia en Ocotal y el Departamento de Nueva Segovia y Madriz, manteniendo la colaboración hasta la actualidad.
En el año 2009 HONEK ha participado en Proyecto Emergencia Alimentaría de Totogalpa (pequeña población del departamento de Madriz) ayudando a la recaudación de fondos en diversas localidades de Euskal Herria.
En el año 2010 junto a INPRHU participa en un programa de desarrollo de turismo rural comunitario en el cual se desarrollan alternativas turísticas como la Ruta del Café y la Ruta de Sandino.

### Construcción de comedores, escuelas y hospitales
HONEK ha realizado una intensa labor en la colaboración de la construcción de comedores escolares y escuelas. Ha participado en:
- Año 1987 construcción de la escuela-comedor de El Melonar.
- Años 1988 y 1989 construcción de la escuela-comedor de El Naranjo.
- Años 1989 y 1990 construcción de la escuela-comedor de La Presa.
- Años 1989 y 1990 reforma y construcción de la escuela-comedor de El Cairo.
- Años 1989 y 1990 reforma y construcción de la escuela-comedor de El Tamarindo.
- Años 1998 reforma y construcción de la escuela-comedor de sector 11 de Somoto.
- Años 2002 y 2003 creación de la escuela taller de serigrafía de Somoto.

Participó en la ampliación y remodelación del hospital de Somoto en los años 1993 y 1994.
Ha realizado la creación de cooperativas de materiales de construcción (tejas, bloques, ladrillos y carpintería) en Somoto así como cooperativas hortícola y la  micro-cooperativa agrícola-ganadera "colectivo el limón" también en Somoto.